# Joe Santos
Joe Santos, nome d'arte di Joseph Minieri Jr. (New York, 9 giugno 1931 – Santa Monica, 17 marzo 2016), è stato un attore statunitense di origini italiane.

## Biografia
Figlio di Joseph Minieri Sr. e di Rose Sarno, iniziò come giocatore di football alla Fordham University, arrivando alle soglie del semi-professionismo prima di cominciare a recitare attorno alla metà degli anni sessanta in alcuni film diretti dal cugino Joseph W. Sarno: Flesh and Lace (1965), Moonlighting Wives (1966) e My Body Hungers (1967), lavorando da operaio per mantenersi.
Caratterista, il suo primo ruolo rilevante sul grande schermo fu nel film drammatico Panico a Needle Park (1971) con Al Pacino, poi raggiunse la popolarità nella famosa serie televisiva Agenzia Rockford (1974-1980), dove interpretava il detective Dennis Becker, amico del protagonista Jim Rockford (James Garner) in 108 episodi.
La sua carriera proseguì prevalentemente sul piccolo schermo, dove partecipò a numerose serie poliziesche degli anni settanta e ottanta, interpretando spesso ruoli di agenti di polizia: oltre ad Agenzia Rockford, apparve in Sulle strade della California, dove è uno dei pochissimi attori con personaggi ricorrenti (interpretò Sally Pickles in 8 occasioni), in Hardcastle & McCormick (nel ruolo del tenente Frank Harper), in MacGyver, in due episodi de La signora in giallo, Hill Street giorno e notte e Magnum, P.I.. Grazie a David Chase, sceneggiatore di Agenzia Rockford, prese parte alla serie cult I Soprano nel ruolo del mafioso Angelo Garepe, uscito di galera nella stagione 5 dello show.

## Filmografia parziale

### Cinema
- La gang che non sapeva sparare (The Gang That Couldn't Shoot Straight), regia di James Goldstone (1971)
- Panico a Needle Park (The Panic in Needle Park), regia di Jerry Schatzberg (1971)
- Libero di crepare (The Legend of Nigger Charley), regia di Martin Goldman (1972)
- Shaft colpisce ancora (Shaft's Big Score), regia di Gordon Parks (1972)
- La violenza è il mio forte (Shamus), regia di Buzz Kulik (1973)
- Gli amici di Eddie Coyle (The Friends of Eddie Coyle), regia di Peter Yates (1973)
- Il boss è morto (The Don Is Dead), regia di Richard Fleischer (1973)
- Blade, il duro della Criminalpol (Blade), regia di Ernest Pintoff (1973)
- Una donna chiamata moglie (Zandy's Bride), regia di Jan Troell (1974)
- Tuono blu (Blue Thunder), regia di John Badham (1983)
- Paura su Manhattan (Fear City), regia di Abel Ferrara (1984)
- Revenge - Vendetta (Revenge), regia di Tony Scott (1990)
- L'ultimo boy scout (The Last Boy Scout), regia di Tony Scott (1991)
- Pioggia di soldi (Mo' Money), regia di Peter MacDonald (1991)
- Il verdetto della paura (Trial by Jury), regia di Heywood Gould (1994)
- L'uomo del giorno dopo (The Postman), regia di Kevin Costner (1997)
- Proximity - Doppia fuga (Proximity), regia di Scott Ziehl (2001)
- L'ultimo gigolò (The Man from Elysian Fields), regia di George Hickenlooper
- Chronic, regia di Michel Franco (2015)

### Televisione
- Barnaby Jones – serie TV, 1 episodio (1974)
- Le strade di San Francisco (The Streets of San Francisco) – serie TV, 1 episodio (1974)
- Sulle strade della California (Police Story) – serie TV, 8 episodi (1974-1978)
- Baretta – serie TV, 1 episodio (1975)
- Agenzia Rockford (The Rockford Files) – serie TV, 112 episodi (1974-1980)
- Lou Grant – serie TV, 1 episodio (1977)
- Ralph Supermaxieroe (The Greatest American Hero) – serie TV, 1 episodio (1983)
- Hill Street giorno e notte (Hill Street Blues) – serie TV, 3 episodi (1984)
- A-Team (The A-Team) – serie TV, episodio 3x07 (1984)
- Hardcastle & McCormick (Hardcastle and McCormick) – serie TV, 10 episodi (1985-1986)
- Ai confini della realtà (The Twilight Zone) – serie TV, episodio 1x55 (1986)
- MacGyver – serie TV, 2 episodi (1986-1987)
- Magnum, P.I. – serie TV, 5 episodi (1986-1988)
- La signora in giallo (Murder, She Wrote) – serie TV, episodi 3x15-5x02 (1987-1988)
- Miami Vice – serie TV, episodio 5x01 (1988)
- Errore fatale (Deadly Desire), regia di Charles Correll – film TV (1991)
- NYPD - New York Police Department (NYPD Blue) – serie TV, 2 episodi (1993)
- I Soprano (The Sopranos) – serie TV, 7 episodi (2004)

## Doppiatori italiani
Nelle versioni in italiano delle opere in cui ha recitat, Joe Santos è stato doppiato da:
- Michele Kalamera in Pioggia di soldi, I Soprano
- Manlio De Angelis in Shaft colpisce ancora
- Luciano De Ambrosis in Tuono blu
- Romano Malaspina in Agenzia Rockford
- Pino Ferrara ne La signora in giallo (ep. 3x15)
- Franco Zucca ne La signora in giallo (ep. 5x02)
- Sandro Sardone in L'ultimo boyscout